# Vuelta de Coton
La Vuelta de Coton (oficialmente: Boucle du Coton; en español: Vuelta del Algodón) fue una carrera ciclista por etapas que se disputa en Burkina Faso, a mediados del mes de mayo. Su nombre se debe a que el cultivo de algodón es una de las actividades económicas más importantes del país.
Se comenzó a disputar en 2005 como carrera amateur y un año después ascendió al profesionalismo formando parte del UCI Africa Tour, dentro de la categoría 2.2 (última categoría del profesionalismo). Tras permanecer 3 años como profesional de nuevo a partir del 2009 volvió a ser carrera amateur.
Siempre ha tenido 7 etapas, a veces la primera con doble sector, acabando la ronda en Bobo Dioulasso.
Todos sus ganadores y los grandes dominadores de la prueba han sido burkineses.

## Palmarés
En amarillo: edición amateur.
| Año  | Ganador                  | Segundo                    | Tercero              |
| ---- | ------------------------ | -------------------------- | -------------------- |
| 2005 | Gueswendé Sawadogo       | Rabaki Jeremie Ouedraogo   |                      |
| 2006 | Rabaki Jeremie Ouedraogo | Abdul Wahab Sawadogo       | Saidou Rouamba       |
| 2007 | Saidou Rouamba           | Ahmed Mohamed Atunsi Fathi | Abdul Wahab Sawadogo |
| 2008 | Gweswende Sawadogo       | Simon Pierre Kiba          | Idrissa Ouedraogo    |
| 2009 | Seidou Tall              | Hamidou Yaméogo            | Houdo Sawadogo       |
| 2010 | Fatao Sawadogo           |                            |                      |
| 2011 | Harouna Ilboudo          |                            |                      |

## Palmarés por países
| País         | Victorias |
| ------------ | --------- |
| Burkina Faso | 7         |